# Christian Willumsen Juhl
Christian Willumsen Juhl (født 29. april 1898 i Gørding, død 27. september 1962 i Esbjerg) var en dansk gymnast, som deltog i OL 1920.

## Gymnastikkarriere
Sammen med 19 andre danske deltagere deltog han i holdgymnastik efter frit system ved OL 1920 i Antwerpen. Kun to nationer stillede op, og Danmark fik 51,35 point på førstepladsen, mens Norge vandt sølv med 48,55 point.